# Bisbat de San Juan de los Lagos
El bisbat de San Juan de los Lagos (espanyol: Diócesis de San Juan de los Lagos llatí: Dioecesis Sancti Ioannis a Lacubus) és una seu de l'Església Catòlica a Mèxic, sufragània de l'arquebisbat de Guadalajara, i que pertany a la regió eclesiàstica Occidente. Al 2014 tenia 1.084.000 batejats sobre una població de 1.115.000 habitants. Actualment està regida pel bisbe Jorge Alberto Cavazos Arizpe.

## Territori
La diòcesi comprèn part de l'estat mexicà de Jalisco.
La seu episcopal és la ciutat de San Juan de los Lagos, on es troba la catedral de la Mare de Déu de Sant Joan, que és també un dels santuaris més visitats de Mèxic, superat només per la basílica de la Mare de Déu de Guadalupe
El territori s'estén sobre 12.000 km², i està dividit en 80 parròquies.

## Història
La diòcesi va ser erigida el 25 de març de 1972 mitjançant la butlla Qui omnium del Papa Pau VI, prenent el territori de l'arquebisbat de Guadalajara.

## Cronologia episcopal
- Francisco Javier Nuño y Guerrero † (25 de març de 1972 - desembre de 1980 jubilat)
- José López Lara † (4 de setembre de 1981 - 25 d'abril de 1987 mort)
- José Trinidad Sepúlveda Ruiz-Velasco (12 de febrer de 1988 - 20 de gener de 1999 jubilat)
- Javier Navarro Rodríguez (20 de gener de 1999 - 3 de maig de 2007 nomenat bisbe de Zamora)
- Felipe Salazar Villagrana (11 de març de 2008 - 2 d'abril de 2016 jubilat)
- Jorge Alberto Cavazos Arizpe, des del 2 d'abril de 2016

## Estadístiques
A finals del 2014, la diòcesi tenia 1.084.000 batejats sobre una població de 1.115.000 persones, equivalent al 97,2% del total.
| any  | població  | població  | població | sacerdots | sacerdots       | sacerdots       | sacerdots             | diaques | religiosos | religiosos | parròquies |
| ---- | --------- | --------- | -------- | --------- | --------------- | --------------- | --------------------- | ------- | ---------- | ---------- | ---------- |
| any  | batejats  | total     | %        | total     | clergat secular | clergat regular | batejats por sacerdot | diaques | homes      | dones      |            |
| 1976 | 568.830   | 569.270   | 99,9     | 148       | 136             | 12              | 3.843                 |         | 25         | 321        | 43         |
| 1980 | 632.715   | 644.985   | 98,1     | 158       | 146             | 12              | 4.004                 |         | 30         | 357        | 44         |
| 1990 | 999.302   | 1.010.042 | 98,9     | 193       | 176             | 17              | 5.177                 |         | 28         | 401        | 51         |
| 1999 | 991.391   | 994.215   | 99,7     | 264       | 248             | 16              | 3.755                 |         | 27         | 437        | 57         |
| 2000 | 987.870   | 997.606   | 99,0     | 273       | 254             | 19              | 3.618                 |         | 79         | 387        | 57         |
| 2001 | 1.007.745 | 1.018.839 | 98,9     | 275       | 259             | 16              | 3.664                 |         | 58         | 427        | 64         |
| 2002 | 799.578   | 864.008   | 92,5     | 278       | 261             | 17              | 2.876                 |         | 61         | 375        | 65         |
| 2003 | 916.347   | 924.668   | 99,1     | 276       | 258             | 18              | 3.320                 |         | 32         | 355        | 65         |
| 2004 | 978.601   | 997.171   | 98,1     | 289       | 275             | 14              | 3.386                 |         | 51         | 429        | 70         |
| 2010 | 1.047.000 | 1.077.000 | 97,2     | 300       | 285             | 15              | 3.490                 |         | 118        | 490        | 74         |
| 2014 | 1.084.000 | 1.115.000 | 97,2     | 303       | 287             | 16              | 3.577                 |         | 113        | 425        | 80         |